# Eolabulla
Eolabulla Wunderlich, 2004 è un genere di ragni fossili appartenente alla famiglia Linyphiidae.

## Caratteristiche
Gli esemplari finora raccolti di questo genere risalgono tutti al Paleogene.

## Distribuzione
Le sei specie oggi note di questo genere sono state rinvenute in alcune ambre baltiche dell'Europa settentrionale.

## Tassonomia
Dal 2004 non sono stati esaminati altri esemplari, né sono state descritte sottospecie al 2012.
A dicembre 2012, si compone di sei specie descritte e due non ancora descritte; di 6 specie secondo l'aracnologo Tanasevitch
- †Eolabulla falcata Wunderlich, 2004 - ambra baltica risalente al Paleogene [1].
- †Eolabulla gladiformis Wunderlich, 2004 - ambra baltica risalente al Paleogene
- †Eolabulla laminata Wunderlich, 2004 - ambra baltica risalente al Paleogene
- †Eolabulla perforata Wunderlich, 2004 - ambra baltica risalente al Paleogene
- †Eolabulla sagitta Wunderlich, 2004 - ambra baltica risalente al Paleogene
- †Eolabulla similis Wunderlich, 2004 - ambra baltica risalente al Paleogene
- †Eolabulla sp.1 Wunderlich, 2004 - ambra baltica risalente al Paleogene
- †Eolabulla sp.2 Wunderlich, 2004 - ambra baltica risalente al Paleogene